# Ethyl-benzoát
Ethyl-benzoát (C6H5COOC2H5) je organická sloučenina, ethylester kyseliny benzoové. Ve vodě je téměř nerozpustný, je ovšem mísitelný s většinou organických rozpouštědel. Stejně jako mnoho jiných těkavých esterů má ethyl-benzoát příjemný pach. Je složkou některých umělých ovocných vůní.